# Ilybius wasastjernae
Ilybius wasastjernae är en skalbaggsart som först beskrevs av C. R. Sahlberg 1824.  Ilybius wasastjernae ingår i släktet Ilybius och familjen dykare. Inga underarter finns listade i Catalogue of Life.